# 小林家 (栗山町)
小林家（こばやしけ）は、北海道夕張郡栗山町にある喫茶・見学施設。
北海道最古の造り酒屋である小林酒造の主屋を一般公開しており、建物は小林家住宅として登録有形文化財に登録。小林酒造建造物群の一部として日本遺産「炭鉄港」の構成遺産となっている。なお、小林酒造においては旧本社事務所も北の錦記念館として一般公開されている。テーマは「男が酒を造り、女は家を守った。」。

## 歴史

### 竣工
小林酒造は1878年（明治11年）に札幌の薄野近くで創業したが、1892年（明治25年）に夕張郡登川村（現・夕張市）で北炭夕張炭鉱の採炭が開始されると、1900年（明治33年）には夕張郡角田村（現在の栗山町）に移転した。この直前の1897年（明治30年）、初代小林米三郎の事務所を兼ねる形で主屋が建てられた。

建築年を1901年（明治34年）としている文献もある。1900年（明治33年）から1901年（明治34年）には多数の蔵なども建てられている。小林酒造は銘柄「北の錦」で知られる。

### 保存と活用

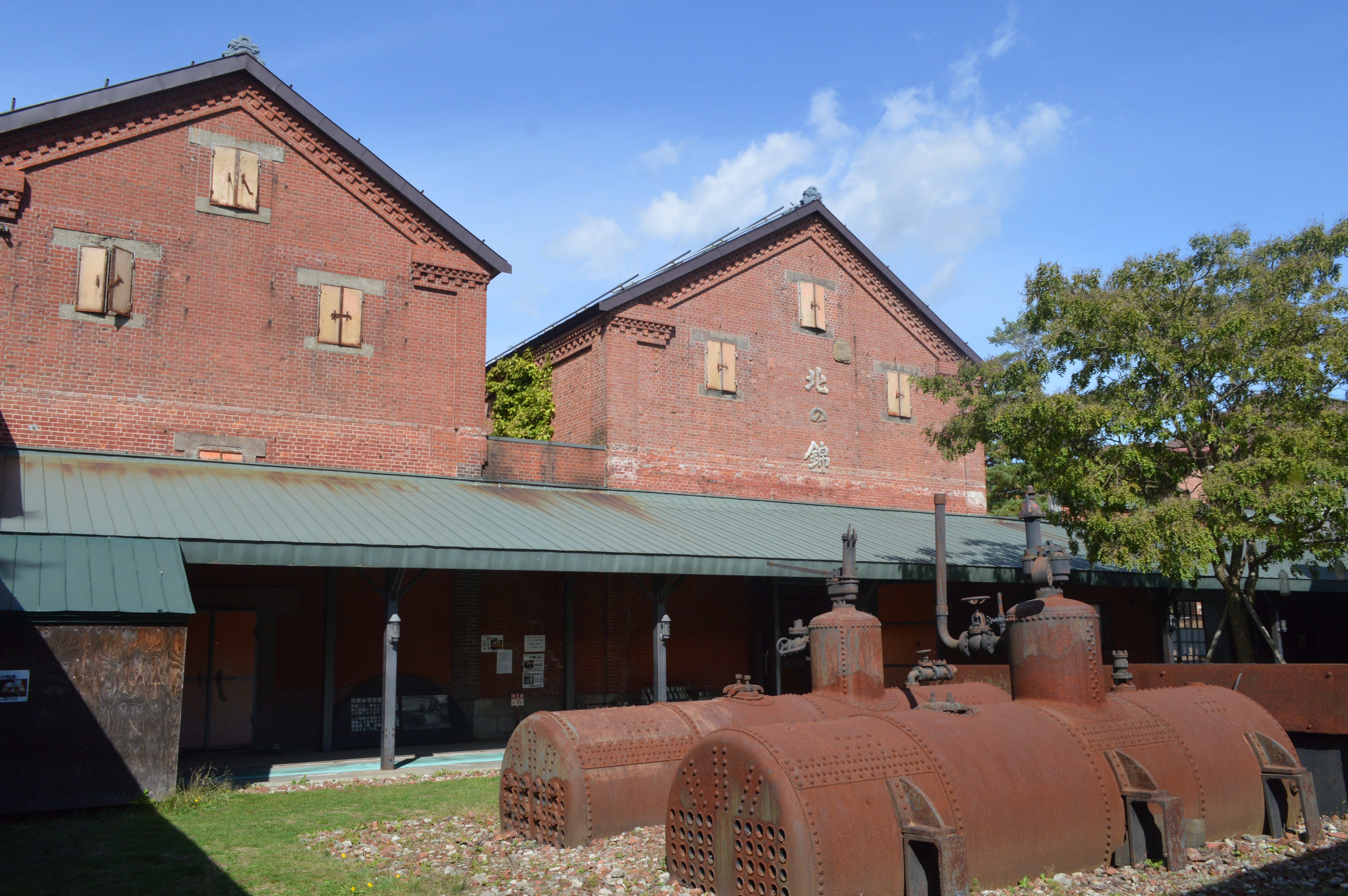
小林酒造

2006年（平成18年）10月18日、「国土の歴史的景観に寄与しているもの」として、主屋が酒蔵などと共に国の登録有形文化財に登録された。
3代小林米三郎の長女である小林千栄子は、小林家の保存活用のために退職金などを修繕費用に充てた。2014年（平成26年）に株式会社小林家を設立し、同年7月から小林家内部の一般公開を開始した。公開開始からわずか3か月で来館者数が1000人を超え、2016年（平成28年）9月には延べ来館者数5000人、2017年の夏には6000人を達成した。
2019年（令和元年）5月には「小林酒造建造物群」の1つとして、日本遺産「炭鉄港」の構成遺産にも認定されている。

## 建築

### 外観
1901年（明治34年）に初代小林米三郎の自邸として建設され、後年に2階部分などが増築された。自邸は2棟構成で、母屋の屋根は入母屋造、鉄板葺で、西側に離れと、これに加え煉瓦造の蔵がある。基礎は煉瓦造、外壁は下見板張りである。

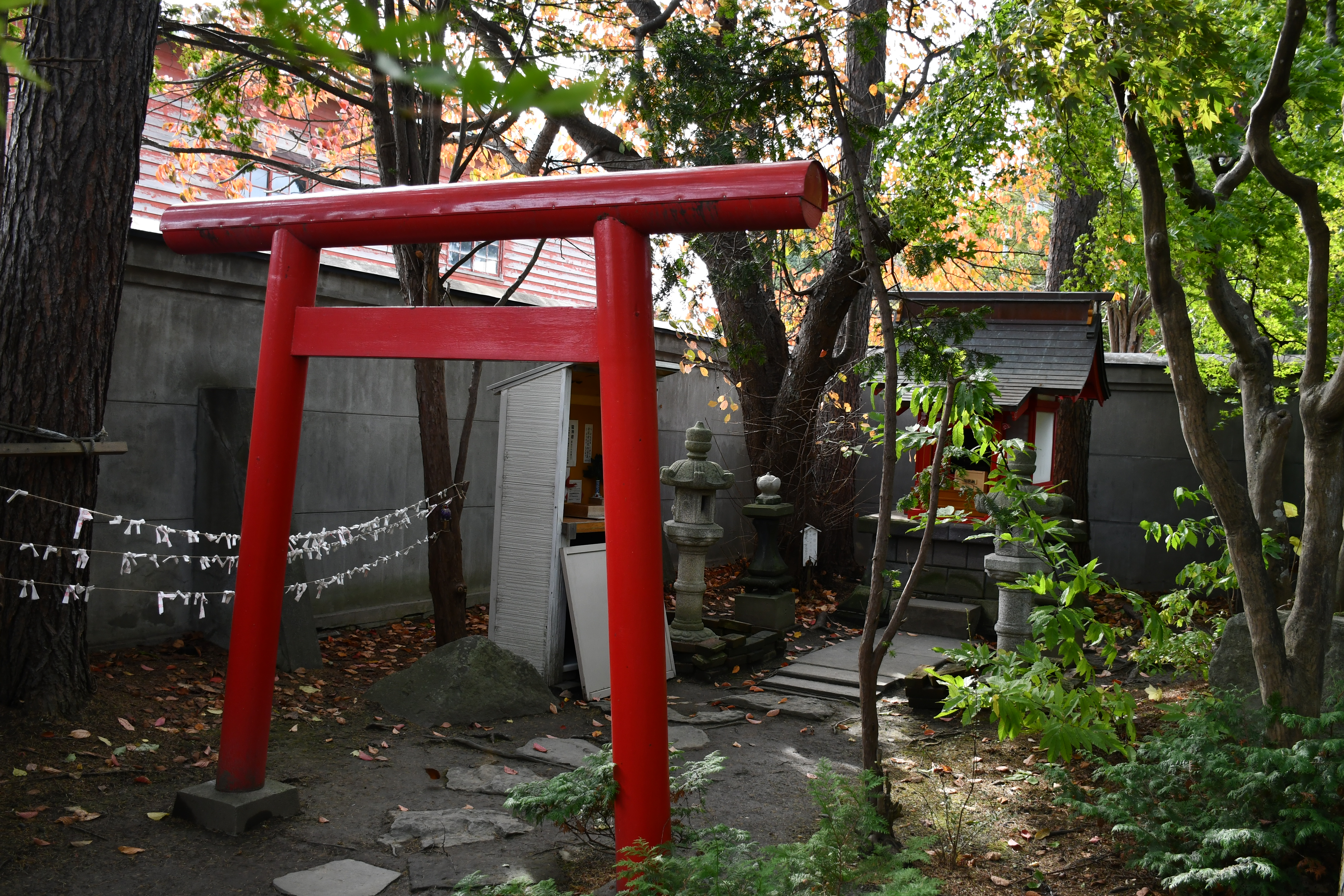
小林家中庭にある竜神様と鳥居

中庭には商売繁盛の神である龍神様、小林家のシンボルとして守り神・白蛇が祀られており、冬期間は小林家の玄関先に移し、お詣りも可能。

暖簾等にデザインされているロゴは「男が酒を造り、女は家を守った。」というコピーからきており、命がけで酒造りをする男を「酒瓶」で表し、逆さにすると「しゃもじ」、男を支え家を守り続けてきた女を表現するコンセプトとなり、2つのコピーが上下逆方向に配置される形でデザインされている。デザインは札幌大同印刷株式会社の岡田善敬が手掛けた。

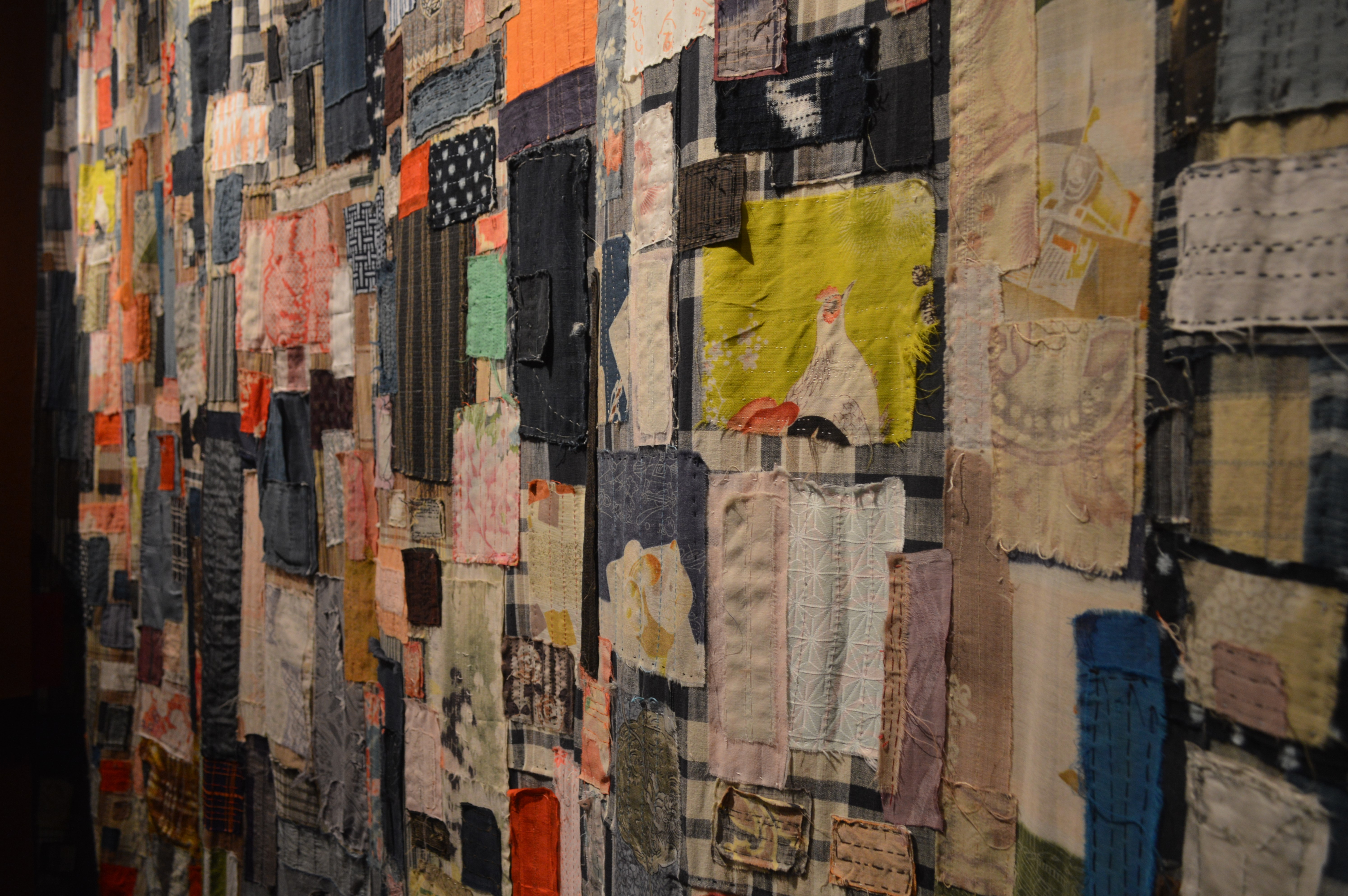
玄関先にあるタペストリー「千枚の布」

### 内部

#### 千枚の布
入口に展示されているタぺストリー。明治から昭和を生きた小林チノ（２代小林米三郎の妻）が、役目を終えた着物のまだ使える部分を大切に切り取り、着物の破れた部分に当てる端切れを千枚以上の残していたのを、小林榮子（3代小林米三郎の妻）が発見し、縫い合わせたものである。
主屋と離れを合わせて、小林家には大小23の部屋がある。室内は洋間と和室を兼ね備える。一階の庭園側に元の店舗部分があり、タイルは網代張のデザインで、その奥に10畳と15畳の帳場があり、当時の商いの様子がうかがえる。
初代小林米三郎は骨董品を好んだが、2代目小林米三郎は最先端のものや西洋のものを好んだため、両者が収集したものが脈絡なく展示されている。1962年（昭和37年）の原油輸入自由化後には北海道の炭鉱業が衰退し、小林酒造の売上高も低迷したが、3代小林米三郎と妻・榮子は「先祖が残してくれたものだから」と、家の調度品はいっさい手放さずに維持した。

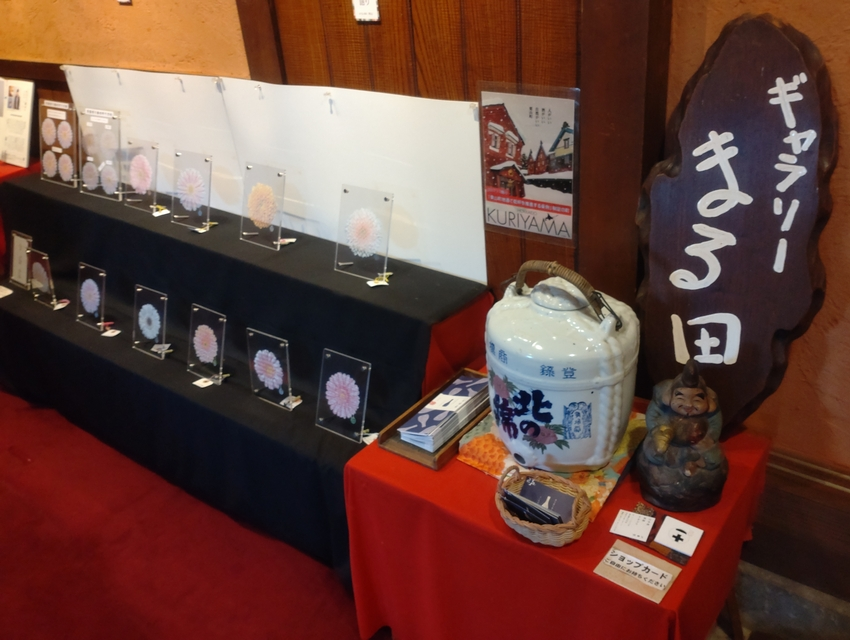
ギャラリーまる田

玄関横にある「ギャラリーまる田」には、栗山出身の切り絵作家・小林ちほの作品を常設展示している ほか、貸し出しも可能で、書道の個展や人形展を開催した。

#### 1階
洋室の壁には、豪華な唐紙が張ってあり、天井は格天井で建設当時高額だったベニヤ板を使用している。2階の宴会場は24畳あり、増築当時の照明は、小さいながらも装飾や、ガラスに葉の絵柄が描かれているものが2つ設置されている。また、違い棚や床の間が設けられ小林酒造の繁栄期を想像させられる部屋である。
明治の開業時から昭和初頭まで使用された事務所がそのまま残されており、家具も調度品も当時のままである。番頭台にある店先の奥には、豪華な応接セットが置かれた社長室がある。また、居間から離れに向かう廊下には、欅の一枚板が使用されている。
1階にある便所は1901年（明治34年）または1904年（明治37年）に改造または増築された際にマジョリカタイル張りとなった。小林家の便所は『日本タイル博物誌』の表紙に採用されている。一部の彩色タイルは小樽市の旧金澤邸便所のものと同一であり、窓にはめ込まれた赤色と緑色の色板ガラスは留萌郡小平町の旧花田家番屋（重要文化財）便所のものと同一である。

#### 2階

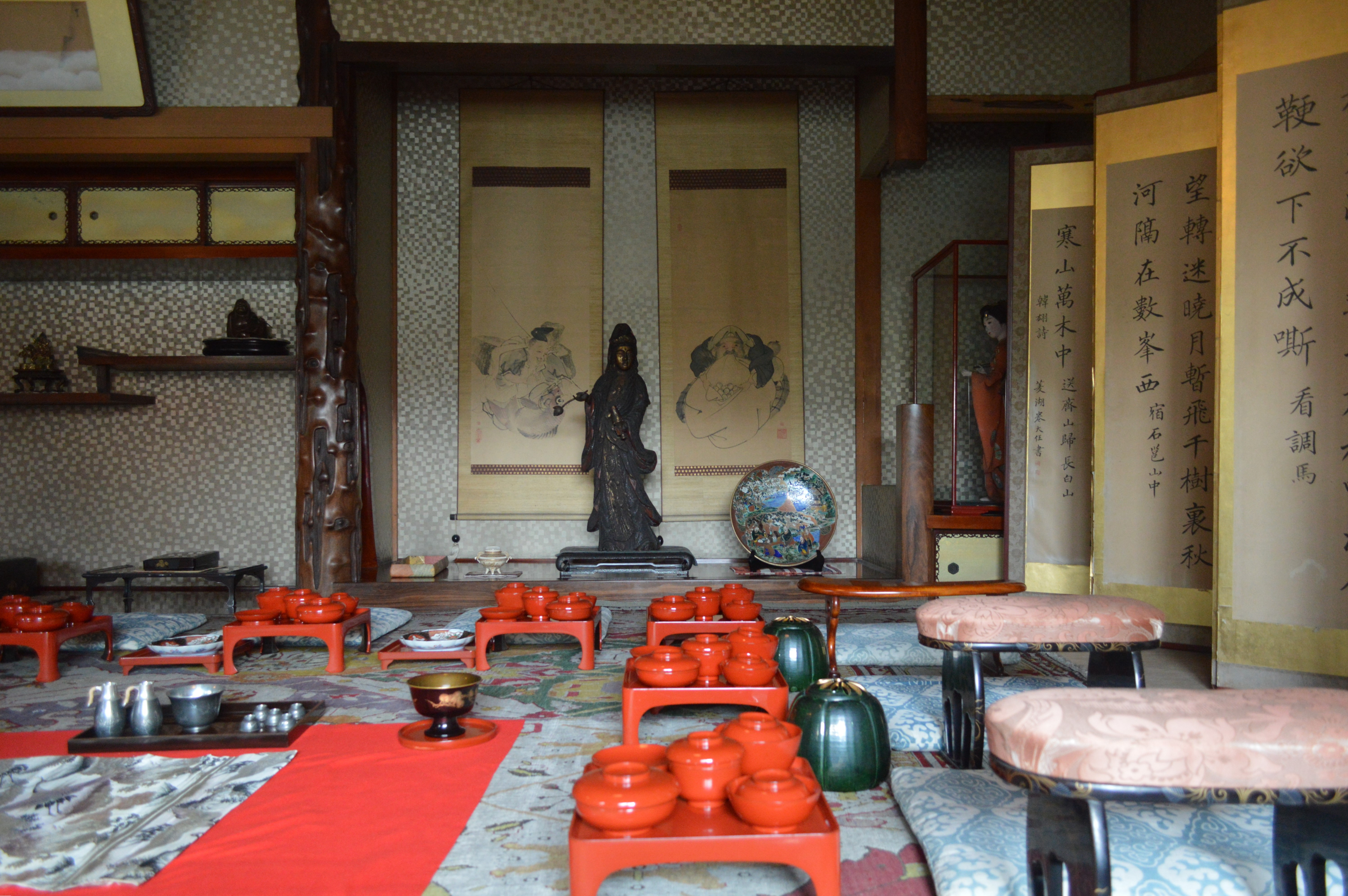
2階の広間

客間や大広間には酒器や宴会用の膳が並べられている。飲み干せないと膳に戻せない可杯（べくはい）、杯を水で洗うための盃洗（はいせん）、酒を温かいまま維持するための酒燗器（しゅかんき）、酒を注ぐ際に小鳥のさえずりのように聴こえるうぐいす徳利など、珍しい酒器もある。
女中部屋が2部屋あり、女中の長（リーダー）と、約7人の女中が寝泊まりしていた部屋があり、質素な作りである。横には布団置き場があり、ここに新入りの女中が寝泊まりしていたようである。なお、1階は電気配線が露出している部分があるが、2階は増築当時に天井に電気配線が見えないように設置されている。

## 施設見学

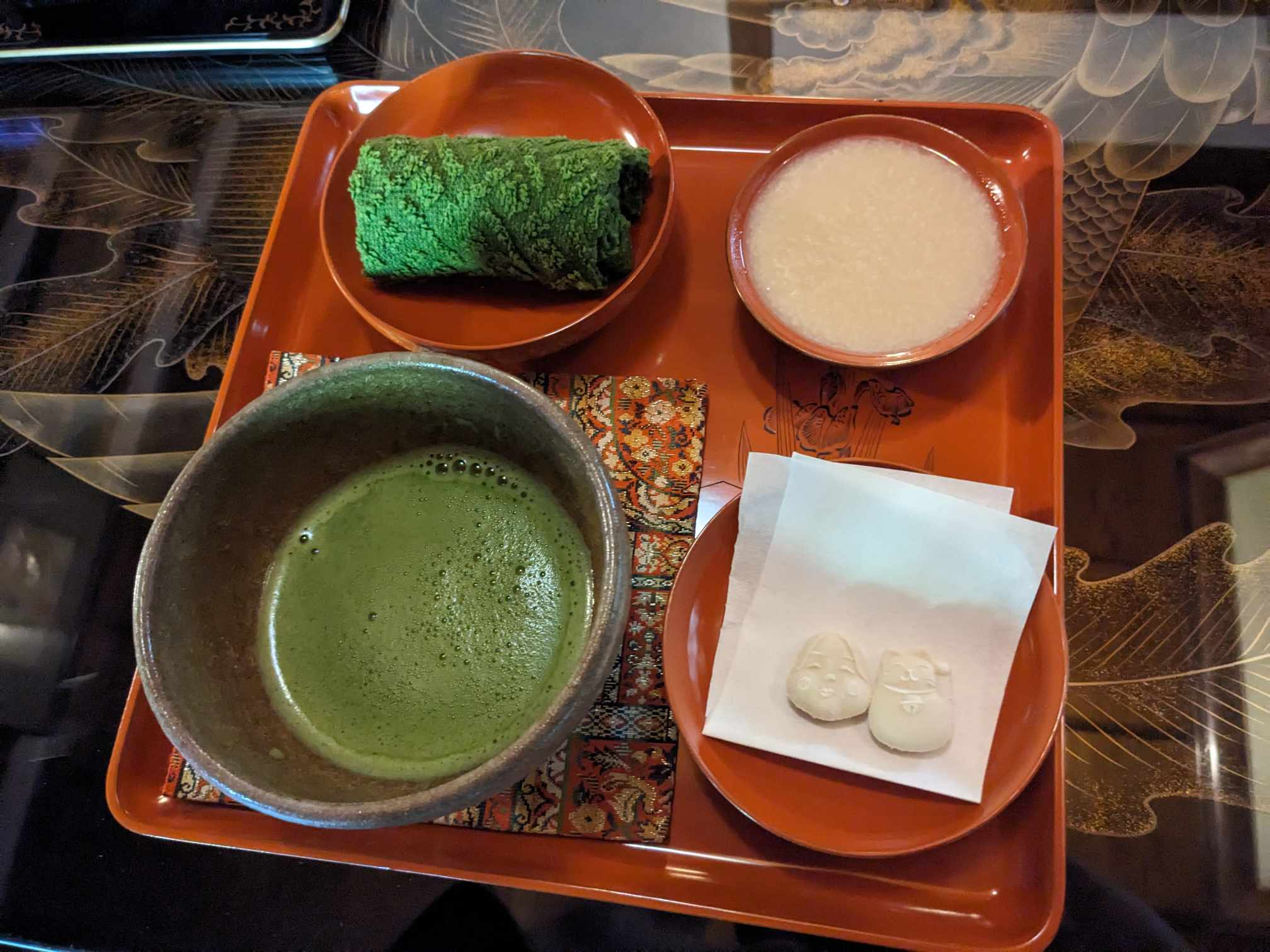
見学後に提供される甘酒等

千栄子や4代目小林米三郎の妻である小林敦子などが、自らを小林家の「守りびと」と名乗り、チノや榮子たちから語り継いだ明治から昭和にかけての蔵元や物語を、見学者に向けて解説する。
帳場などを巡る「商家の商いコース」と、書斎や客間を回る「商家の暮らしコース」があり、見学料金は維持管理の文化財保存協力費となり。3か月ごとにコースが変更されている（要電話予約）。
1時間ほどかけて部屋をじっくり解説したあとは、囲炉裏のある畳敷きの部屋で抹茶、干菓子、甘酒が提供され、見学の最後には守りびとから見学者に対して、かつてこの家で妻が夫にしていたような切り火祓いが行われる。
小林家の内部は「365日外より寒い」とされ、守りびとは冬季には厚手の靴下を3枚重ねで履くという。
「商家の暮らしのコース」
- 1月・2月・3月・7月・8月・9月[24]

1. 千枚の布
2. ギャラリーまるた
3. 書斎
4. チノおばあさまの部屋
5. 仏間離れの客間1
6. 離れの客間2
7. ミシン部屋
8. お手洗い
9. 蔵
10. 龍神様
11. 炉の部屋

「商家の商いコース」
- 4月・5月・6月・10月・11月・12月[24]

1. 千枚の布
2. ギャラリーまるた
3. 旧事務所（創業時の帳場）
4. 展示ホール
5. 龍神様
6. 洋間
7. 子ども部屋
8. 大広間
9. 住み込みで働いていた女頭の部屋
10. 住み込みで働いていた女性たちの部屋
11. 炉の部屋

## 喫茶 小林家
喫茶・売店コーナーは予約なしで利用できる。小林家の蔵には、200を超える明治時代の輪島塗の茶碗類などが収納されていたため、明治時代の茶碗蒸し用器などで日本茶やコーヒーが提供されている。
水は徳利とおちょこで提供され、日本酒を飲んでいるかのようにユニークであるほか、ブラックペッパーやドライフルーツを混ぜて作られた「食べるに粕床」も無料で提供される。
喫茶の一角には手巻き式の蓄音機が置かれており、レコード鑑賞会が開催されるほか、寄席やジャズライブ、夏目漱石「夢十字」の読み聞かせ、投扇興大会、切り絵体験教室、古布展も開催。売店コーナーでは、守りびとが手作りした土産物などを販売している。

### メニュー

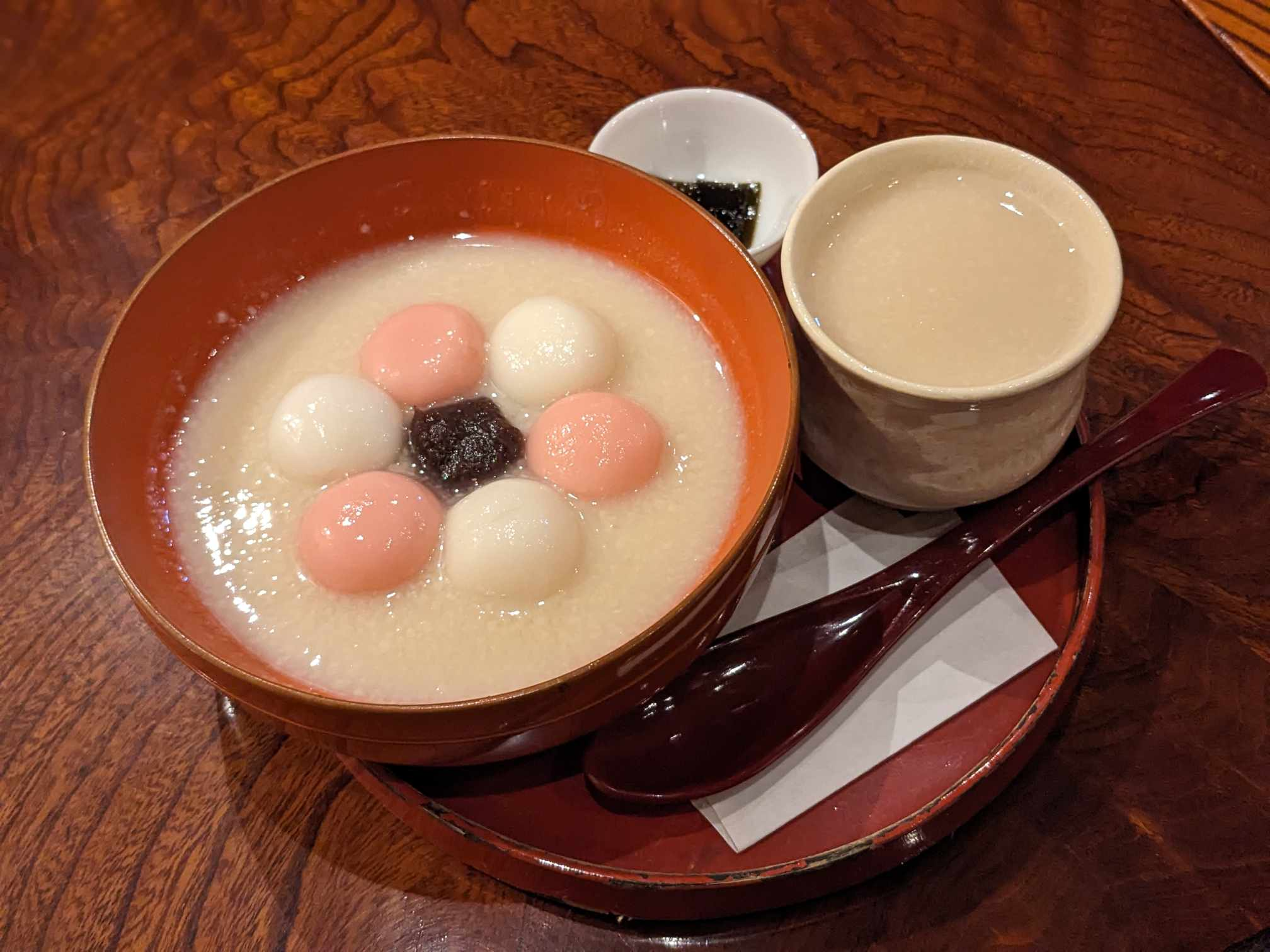
甘酒しるこ

- 酒粕甘酒 - 小林酒造で製造する大吟醸の酒粕を原料としている[22][26]。昭和初期の湯呑、明治時代の盆を用いている[24][22]。
- 甘酒しるこ - 甘酒ベースの真っ白なおしるこ。開店当時からある看板メニューで「温」と「冷」から選べる[24][36]。
- 甘酒 あふぉがーど - バニラアイスにエスプレッソではなく、熱々の甘酒をかける。甘さ控えめの白玉団子とあん、玄米フレーク、彩りに抹茶と薄紅のもなかも付く[37]。
- コーヒー - 和三盆の干菓子が付いている[22]。昭和初期の茶碗蒸し用瀬戸焼を用いている[22]。
- お抹茶 - 和三盆糖の干菓子が付いている[22]。昭和初期の茶碗蒸し用瀬戸焼を用いている[22]。

## 小林家家系図
- 小林伝四郎
- リン - 小林伝四郎の妻。
  - 小林伝四郎の長男
  - 初代 小林米三郎（1861年～1914年） - 小林伝四郎の次男。小林酒造の創業者。
    - チノ - 初代小林米三郎の長女。初代のひとり娘であり、婿として2代目を迎えた。裕福ではあったが「豆3つ包める布」は捨ててはいけないと「もったいない」精神を大切にし[25]、奢ることなく質素見学を貫いた。夫である2代目は東京出張が多く、チノは質素な部屋で張り仕事をするのが日常だった[12]。
    - 2代 小林米三郎（田中栄、1886年～1968年） - 初代小林米三郎の婿養子。参議院議員、栗山町名誉町民。
      - 3代 小林米三郎（小林精、1930年～2011年） - 小林家の本家の次男であり、子がなかった2代目の養子として迎えられた[12]。
      - 榮子 - 3代目の妻。（旧姓進藤）道立釧路湖陵高校、共立女子短期大学卒、1960年（昭和35年）、22歳のときに釧路市の鉄問屋から小林家に嫁入りした[20]。榮子が嫁入りした当時は、蔵元家族や使用人を含めて17名の大所帯だった[20]。生家の家紋である下り藤の刻印などは小林家でも見ることができる[12]。チノとの生活は2年余りだが気に入られ、高価な皿を割ったときも「形あるものはいつかは壊れるのだから」と優しく許すなど、人間味のある嫁姑関係だった[12]。1988年（昭和63年）の秋に灘（兵庫県神戸市）にある50軒の蔵元の元へ一人で訪れて、気候や水の違いをはじめ北海道との酒造りの違いを知る[20]。小林家の掃除の際には、一度に100枚の雑巾を準備し、廊下や板の間など家中を拭いて回ったという[12]。北の錦記念館や使用していない酒蔵に、酒器や蔵人たちが使用した日用品を展示した「木の温もり酒道具の館」や「大正・昭和のくらし展」を手がけ一般公開した[20]。
        - 千栄子（1961年～） - 3代目の長女。小林家の守りびととして活動。大阪芸術大学卒業後に教員となり[1]、滝川市、長沼町、岩見沢市などの中学校に勤務したほか、吹奏楽部の顧問などもしていた[1]。約30年間にわたって実家とは距離を置いて生きていたが[12]、2011年（平成23年）3月に実父の3代目が死去すると、定年前の2014年（平成26年）3月に教員を辞して小林家に戻り、株式会社小林家を設立して一般公開を開始した[1]。
        - 4代 小林米三郎（小林米孝、1962年～） - 3代目の長男。妻の敦子は小林家の守りびととして活動。
        - 小林精志 - 3代小林米三郎の次男。

  - 小林伝四郎の三男
  - 小林伝四郎の四男

## 舞台・ロケ地とした作品
- 2004年（平成16年） - 映画『雨鱒の川』（主演玉木宏、綾瀬はるか）のロケ地に使用され、小林酒造は、ヒロイン小百合の生家である造り酒屋として登場し[38]、小林家内のリビング(現喫茶・売店コーナー)で撮影が行われた[39][40]。

## メディア掲載
- いっとこ！みんテレ - 「丸山礼と一緒に堪能！栗山町のクセになるグルメ♡」（北海道文化放送、2022年10月22日）[41]

## 現地情報

### 所在地
- 〒069-1521 北海道夕張郡栗山町錦3丁目109番地[42]

### アクセス

#### 車の場合
- 札幌市または新千歳空港から車で約40分[42]。
- 道央自動車道江別東IC・岩見沢ICから約20分[42]。

#### バスの場合
- 北海道中央バス 高速くりやま号「札幌駅前ターミナル～栗山駅前」約60分。栗山駅前から徒歩約15分[42]。

#### 鉄道の場合
- JR室蘭本線栗山駅から徒歩約15分[42]。

## 関係項目
- 日本遺産
- 炭鉄港
- 小林酒造（北海道）
- 小林米三郎（二代目）
- 小林ちほ